# Chilasa toboroi
Chilasa toboroi is een vlinder uit de familie van de pages (Papilionidae). De wetenschappelijke naam van de soort is voor het eerst geldig gepubliceerd in 1907 door Carl Ribbe.